# Карсницкий, Георгий Люцианович
Георгий Люцианович Карсницкий (1870 — 1931) — полковник 166-го пехотного Ровненского полка, герой Первой мировой войны.

## Биография
Православный. Из потомственных дворян. Уроженец Киевской губернии. Среднее образование получил в Воронежском реальном училище.
В 1893 году окончил Московское пехотное юнкерское училище, откуда выпущен был подпоручиком в 130-й пехотный Херсонский полк. Был в запасе более двух с половиной лет. Произведен в поручики 6 августа 1900 года, в штабс-капитаны — 10 октября 1904 года.
24 декабря 1909 года переведен в Киевское военное училище младшим офицером, 18 апреля 1910 года произведен в капитаны, а 10 августа 1911 года зачислен по гвардейской пехоте.
3 мая 1912 года переведен в 166-й пехотный Ровненский полк с переименованием в подполковники. В Первую мировую войну вступил в должности командира 3-го батальона полка. Пожалован Георгиевским оружием
За то, что в бою 21 июля 1915 года у д. Дратово, когда соседние части отошли и обнажили фланг, удержался со своим батальоном на прежней позиции, отбив в течение дня ряд яростных атак и тем обеспечил общий отход.
Произведен в полковники 9 июня 1916 года. Удостоен ордена Св. Георгия 4-й степени
За то, что, временно командуя 167-м пехотным Острожским полком, в бою 1 июля 1916 года близ д. Скробово, когда противник, желая возвратить укрепленную позицию, отнятую нами в боях 20 и 21 июня, сильной атакой овладел почти всею Фигурной рощей и начал охватывать фланг позиции дивизии, быстро оценив всю важность минуты, решительно атаковал противника, отбросил его в глубь Фигурной рощи и занял своим полком брошенные противником позиции. Этой решительной атакой полковник Карсницкий предотвратил возможность потери нами всей неприятельской укрепленной позиции, которая была отнята нами у противника ценою громадных трудов и потерь, и проявил выдающуюся предприимчивость, самообладание и храбрость.
31 марта 1917 года назначен командиром 671-го пехотного Радымненского полка.
В Гражданскую войну участвовал в Белом движении в составе Вооруженных сил Юга России и Русской армии.
В эмиграции в Югославии. Умер в 1931 году. Похоронен на русском кладбище в Херцег-Нови. Был женат, имел сына.

## Награды
- Орден Святого Станислава 3-й ст. (ВП 18.05.1905)
- Орден Святой Анны 3-й ст. (ВП 6.12.1911)
- Орден Святой Анны 2-й ст. с мечами (ВП 29.01.1915)
- Орден Святого Владимира 4-й ст. с мечами и бантом (ВП 27.02.1915)
- Орден Святого Станислава 2-й ст. с мечами (ВП 1.05.1915)
- Орден Святой Анны 4-й ст. с надписью «за храбрость» (ВП 24.08.1916)
- Георгиевское оружие (ВП 24.01.1917)
- Орден Святого Георгия 4-й ст. (ВП 27.01.1917)